# 1968 en photographie
| Années de la photographie : 1965 - 1966 - 1967 - 1968 - 1969 - 1970 - 1971    |
| Décennies de la photographie : 1930 - 1940 - 1950 - 1960 - 1970 - 1980 - 1990 |

Cet article présente les faits marquants de l'année 1968 en photographie.

## Événements
- Création à Gôttingen de la maison d'édition allemande Steidl Verlag, spécialisée dans la photographie[1].
- novembre : création du magazine japonais de photographie Provoke par les photographes Takuma Nakahira et Yutaka Takanashi, le poète Takahiko Okada et le critique et photographe Kōji Taki ; malgré sa courte vie (trois numéros jusqu'en août 1969), cette publication d'avant-garde est considérée comme ayant exercé une influence majeure sur la photographie japonaise[2],[3],[4].
- janvier : inauguration du Salon Nikon, un espace d'exposition de photographies géré par la firme Nikon dans le quartier de Ginza à Tokyo au Japon.
- Le photographe Jean-Pierre Sudre met en place à la galerie La Demeure, à Paris, un programme d’expositions qui rend hommage conjointement à un photographe contemporain et à un précurseur[5],[6].
- Le musée américain George Eastman House acquiert les collections de Louis Walton Sipley (en) (1897-1968) qui avait créé à Philadelphie en 1940 l'American Museum of Photography, premier musée américain de photographie, de courte durée[7].
- Début de la production des appareils photo reflex à contrôle automatique[8].
- Création de Profoto, une entreprise suédoise de fabrication de matériel d'éclairage pour la photographie professionnelle et plus particulièrement de flashes de studio.

## Photographies notables

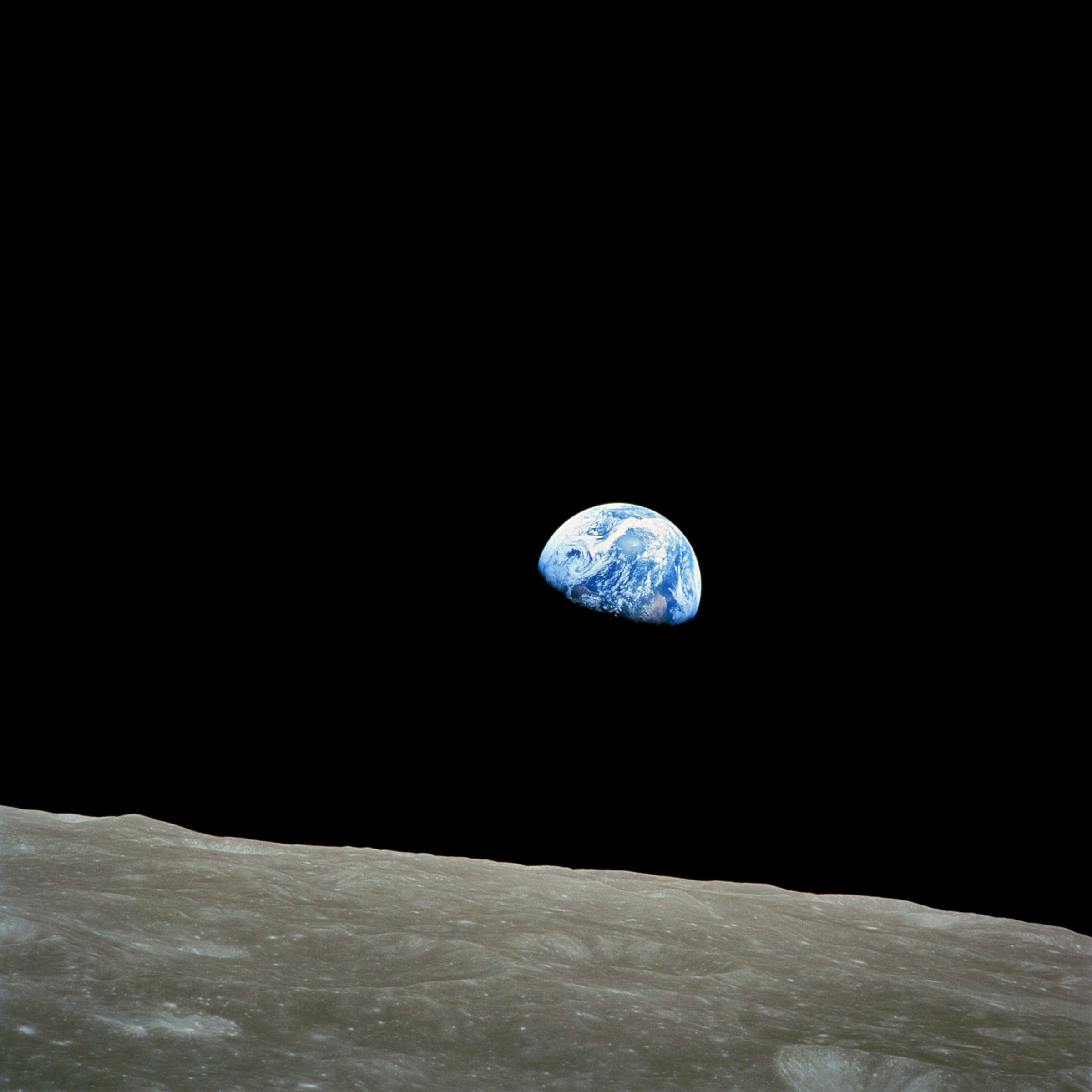
Lever de Terre.

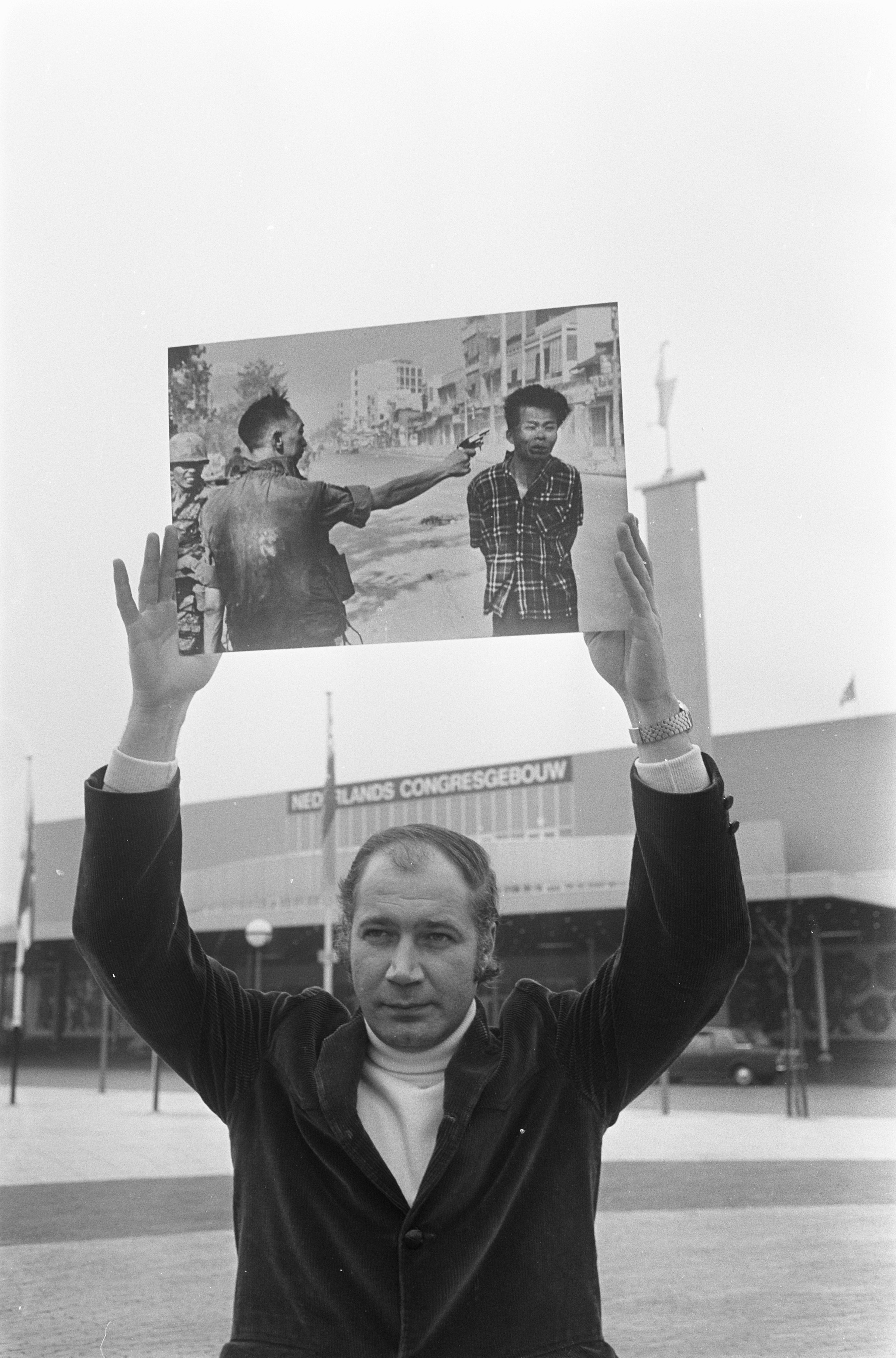
Eddie Adams montrant la photographie qu'il a prise de l'exécution de Nguyễn Văn Lém.

- 1er février : Eddie Adams, photographie de l'exécution sommaire, dans une rue de Saïgon, d'un prisonnier vietcong, Nguyễn Văn Lém, par le chef de la police du Sud du Viêt Nam, Nguyễn Ngọc Loan, lors de la guerre du Viêt Nam.

- avril : George Lois, The Passion of Muhammad Ali, photographie du boxeur américain Mohamed Ali en saint Sébastien, martyr transpercé de flèches, publiée en couverture du magazine américain Esquire[9],[10].

- mai : 
  - Gilles Caron : Daniel Cohn-Bendit face à un CRS devant la Sorbonne ; la photographie ne sera publiée qu'en 1975 dans l'autobiographie de Daniel Cohn-Bendit, Le Grand Bazar.

- - Jean-Pierre Rey, La Marianne de Mai 68, photographie prise dans le Quartier latin à Paris, au cours d'une manifestation de Mai 68 : une jeune femme assise sur les épaules de son ami brandit un drapeau du Front national de libération du Sud Viêt Nam.

- 28 juillet : le photographe britannique Don McCullin, en compagnie de plusieurs photographes, réalise une série de clichés avec les Beatles, séance surnommée « A Mad Day Out », en raison des nombreux endroits à Londres qui ont servi de plateau durant la journée[11].

- 16 octobre : John Dominis, Poing levé du Black Power lors des Jeux olympiques d'été de 1968 - acte de contestation politique mené par les athlètes afro-américains Tommie Smith et John Carlos lors de la cérémonie de remise des médailles du 200 mètres aux Jeux olympiques d'été de 1968, au stade olympique universitaire de Mexico.

- 24 décembre : William Anders, astronaute de la mission d'Apollo 8 vers la Lune, prend depuis l'orbite lunaire une photographie de la Terre avec au premier plan la surface lunaire.

## Livres de photographies
- Cornell Capa (éd.), The Concerned photographer. 1, The Photographs of Werner Bischof, Robert Capa, David Seymour, André Kertész, Leonard Freed, Dan Weiner, New York, Grossman publishers et International Center of Photography.
- Lucien Clergue, Née de la vague, Paris, Belfond[12].
- Leonard Freed, Black in White America, New York, Grossman Publishers ; réédition : (en) Leonard Freed: Black in White America, 1963-1965, Londres, Reel Art Press, 2020, 192 p. (ISBN 978-1-909526-77-8)[13].
- Laura Gilpin, The Enduring Navaho, University of Texas Press, 263 p.[14].
- Lucien Hervé : Épitészet és Fénykép [Architecture et Photographie], Budapest, Akadémia Kiadó (coll. « Architektúra »), Budapest, 23 p. et 41 photographies.
- Germaine Krull, Tibetans in India, Bombay, Allied Publishers.
- (en) Danny Lyon (en), The Bikeriders, New York, The MacMillan Company, 1968, consacré aux bikers américains[15],[16].
- Roger Pic, Au coeur du Vietnam : la République démocratique du Vietnam et le Front National de Libération du Sud-Vietnam face à l'agression, Paris, François Maspero, 126 p. : 96 photographies ; préface de Jean-Paul Sartre.

## Expositions
- février - mars : L'Œil objectif. Robert Doisneau, Denis Brihat, Lucien Clergue, Jean-Pierre Sudre, Musée Cantini, Marseille[17].
- 9 avril - 5 mai : Au pays des visages, trente ans d'art et de littérature à travers la caméra de Gisèle Freund : exposition-spectacle, Musée d'art moderne de la Ville de Paris[18].
- 25 juin - 5 août : Manuel Álvarez Bravo. Photographies 1928-1968, Musée des beaux-arts, Mexico.
- 3 août - 29 septembre : My European Trip. Photographs from the car by Joel Meyerowitz, Museum of Modern Art (MoMA), New York[19].
- septembre - octobre : Robert Doisneau, Bibliothèque nationale, Paris[20].
- 4 octobre - 1er décembre : Donner à voir. Photographies de Jean Mohr et Nicolas Bouvier, Musée d’art et d’histoire, Cabinet des estampes, Genève.
- 10 décembre - 4 janvier 1969 : Un Photographe contemporain, Jeanloup Sieff. Un précurseur méconnu, Hippolyte Bayard, Galerie la Demeure, Paris.
- 10 octobre - 24 novembre : Charles Sheeler, Smithsonian Institution, Washington

puis 10 janvier - 16 février 1969 : Philadelphia Museum of Art, Philadelphie ; 11 avril - 27 avril 1969 : Whitney Museum of American Art, New York.

## Prix et récompenses

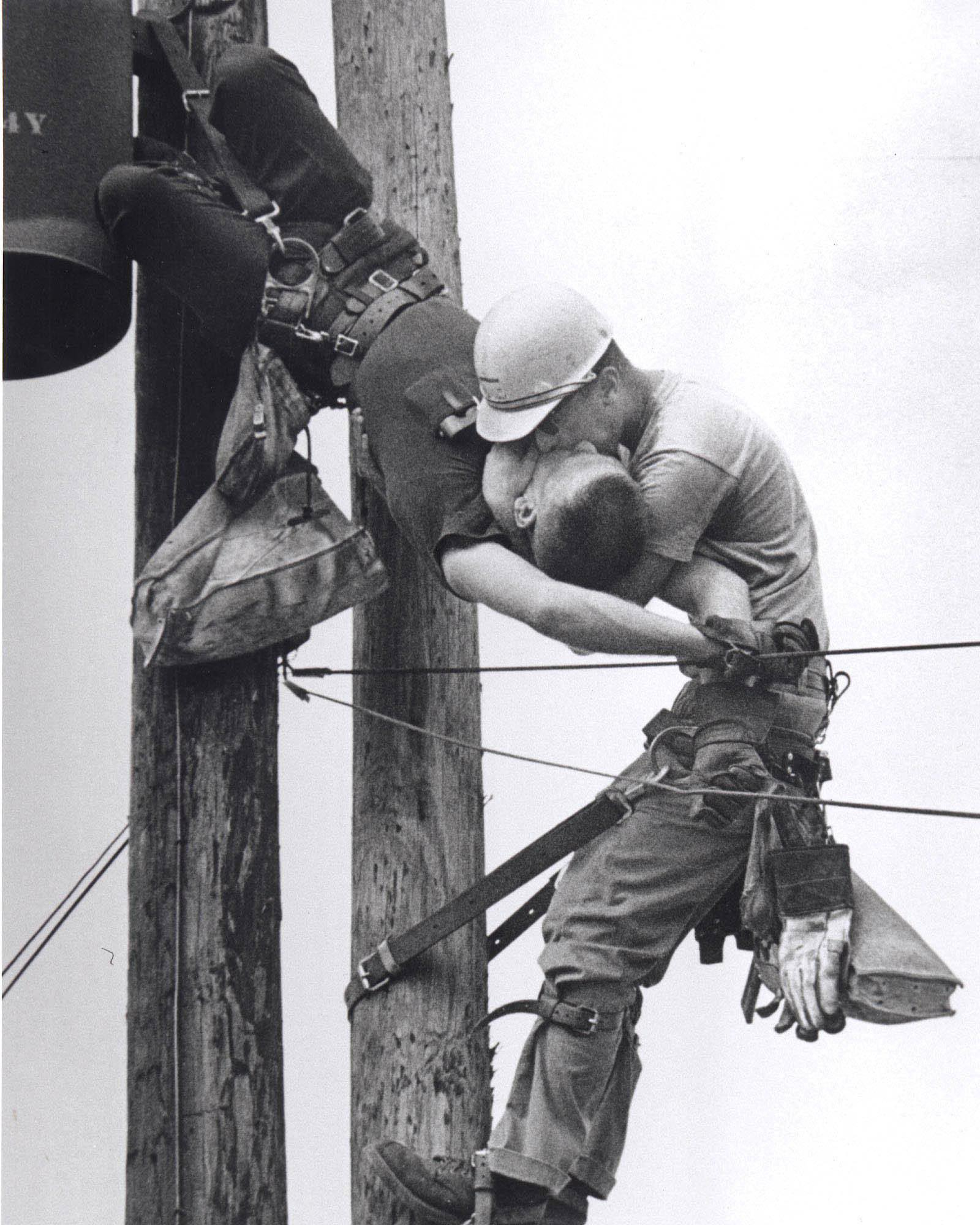
Rocco Morabito, The kiss of Life.

- Prix Niépce : Claude Sauvageot[21].
- Prix Nadar : John Craven, 200 millions d'Américains, Paris, Hachette, 1967, 321 p.[21].
- Médaille David-Octavius-Hill : Fritz Gruber.
- Prix culturel de la Société allemande de photographie : Bruno Uhl (de), Chargesheimer, Charlotte March et Thomas Hoepker.
- Prix Pulitzer de la photographie d'actualité[N 1] : Rocco Morabito pour la photographie prise le 17 juillet 1967 The Kiss of Life (Le Baiser de la vie) et publiée dans le Jacksonville Journal ; elle montre la réanimation en bouche-à-bouche d'un travailleur à un de ses collègues électrisé sur un pylone.
- Prix Pulitzer de la photographie d'article de fond : Toshio Sakai pour la photographie prise le 17 juin 1967 pendant la guerre du Viêt Nam Dreams of Better Times.
- Prix Robert Capa Gold Medal : John Olson (photographe) (en), pour ses photographies prises lors de la bataille de Huế pendant la guerre du Viêt Nam, publiées dans Life[22],[23].
- Prix de la Société de photographie du Japon / prix annuel : Kiyoshi Sonobe.
- World Press Photo of the Year : Eddie Adams, pour sa phographie prise le 1er février 1968 dans une rue de Saïgon : le chef de police sud-vietnamien Nguyễn Ngọc Loan exécute sommairement le prisonnier vietcong Nguyễn Văn Lém en lui tirant une balle dans la tête[24].

## Naissances
- 6 janvier : Jürgen Nefzger, photographe allemand, lauréat en 2008 du Prix Niépce.
- 15 janvier : Sascha Grabow, routard et photographe allemand.
- 22 janvier : Attila Bartis, écrivain et photographe hongrois.
- 4 février : Laurent Troude, photographe français, mort le 24 février 2018.
- 22 février : Laurent Millet, photographe français, lauréat en 2014 du Prix Nadar et en 2015 du Prix Niépce.
- 25 février : Cheryl Diaz Meyer, photojournaliste indépendante américano-philippine, lauréate en 2004 et en 2017 du Prix Pulitzer de la photographie d'actualité.
- 13 mars : Zohra Bensemra,  photographe et photojournaliste algérienne.
- 20 avril : Platon, photographe portraitiste britannique.
- 23 juin : Chantal Stoman, photographe et réalisatrice française.
- 16 juillet : Gilles Elie-Dit-Cosaque,  réalisateur, photographe et graphiste français.
- 3 août : Ornela Vorpsi, romancière, plasticienne et photographe albanaise.
- 23 décembre : Manuel Rivera-Ortiz, photographe documentaire portoricain.

- Date précise inconnue ou non renseignée :
  - Wahib Chehata, artiste et photographe français.
  - Ralph Samuel Grossmann, plasticien et  photographe d'art français.
  - Yoichi Nagano, photographe japonais.
  - Louie Palu, photographe documentaire et réalisateur canadien.
  - Eugenio Recuenco, photographe de mode et publicitaire espagnol.

## Décès
- 12 janvier : Conrad Poirier, photographe canadien, pionnier du photojournalisme au Québec, né le 17 juillet 1912.
- 26 février : Lucien Lorelle, photographe français, l'un des cofondateurs du Groupe des XV, né le 29 décembre 1894.
- 30 avril : Ervin Marton, artiste et photographe franco-hongrois, mort le 17 juin 1912.
- 5 juillet : André Vigneau, photographe, éditeur et cinéaste français, né le 4 juin 1892.
- 12 septembre : George Hoyningen-Huene, photographe de mode américain, né le 4 septembre 1900.
- 29 septembre : Raymond Burnier, photographe suisse, mort le 6 juillet 1912.
- 18 décembre : Frantz Adam, psychiatre français, qui a photographié la Première Guerre mondiale dans les tranchées en tant que soldat, né le 1er janvier 1886.
- 24 décembre : Albert Laborde, physicien français et photographe amateur, né le 27 juillet 1878.

- Date précise inconnue ou non renseignée :
  - Oleg Knorring, photographe russe, né en 1907.

## Célébrations
Centenaire de naissance
- Émile Bayard
- Julius Boysen
- David Brewster
- Evelyn Cameron (en)
- Edward Sheriff Curtis
- Louise Deglane
- Edmond Desbonnet
- Jules Jacot-Guillarmod
- Adolf de Meyer
- Charles Ogerau
- Margaret Matilda White

Centenaire de décès
- Sofia Ahlbom
- François Fleischbein
- Esteban Gonnet
- Sinibaldo de Mas
- Pascual Perez
- Christian Tunica